# Ingrid Haebler
Ingrid Haebler (ur. 20 czerwca 1929 w Wiedniu, zm. 14 maja 2023) – austriacka pianistka.

## Życiorys
Muzyki uczyła się u matki, Charlotty baronowej von Haebler. Debiutowała publicznie jako pianistka w 1937 roku, następnie w latach 1940–1942 i 1948–1949 studiowała w Mozarteum w Salzburgu u Steniza Scholza. Była też uczennicą Paula Weingartena (1943–1947) i Richarda Hausera (1952–1953) w Universität für Musik und darstellende Kunst Wien. W 1947 roku wygrała ogólnoaustriacki konkurs pianistyczny. Uzupełniające studia odbyła u Nikity Magaloffa w konserwatorium w Genewie (1950–1951) oraz u Marguerite Long w Konserwatorium Paryskim (1953). W 1952 i 1953 roku zdobyła II miejsce na Międzynarodowym Konkursie Muzycznym w Genewie. W 1954 roku zajęła I miejsce w konkursie rozgłośni radiowej w Monachium. Od 1969 do 1971 roku prowadziła klasę fortepianu w salzburskim Mozarteum. Otrzymała Medal za Zasługi dla Miasta Wiednia (1986).
Występowała z czołowymi orkiestrami świata, a także jako kameralistka i solistka. Grała w duecie z Henrykiem Szeryngiem. Zasłynęła przede wszystkim jako interpretatorka utworów W.A. Mozarta, ponadto grała też utwory J.S. Bacha, Haydna, Beethovena, Schuberta, Schumanna i Chopina. Jej gra cechowała się precyzyjnym opanowaniem technicznym detali, poczuciem rytmu, energicznym temperamentem i skłonnością do wyrazistego rysowania linii melodycznych. W swoim repertuarze unikała utworów masywnych, stąd nie wykonywała w ogóle muzyki Brahmsa i Liszta. Dokonała licznych nagrań płytowych, m.in. z utworami Chopina i Mozarta.